# Leasingham
Leasingham är en ort och civil parish i Storbritannien.   Den ligger i grevskapet Lincolnshire och riksdelen England, i den sydöstra delen av landet, 170 km norr om huvudstaden London. Leasingham ligger 28 meter över havet och antalet invånare är 1 631.
Terrängen runt Leasingham är platt, och sluttar brant österut. Runt Leasingham är det ganska tätbefolkat, med 108 invånare per kvadratkilometer. Närmaste större samhälle är Sleaford, 3,2 km söder om Leasingham. Trakten runt Leasingham består till största delen av jordbruksmark.